# Tamcuime
Tamcuime är en ort i Mexiko.   Den ligger i kommunen Aquismón och delstaten San Luis Potosí, i den centrala delen av landet, 240 km norr om huvudstaden Mexico City. Tamcuime ligger 96 meter över havet och antalet invånare är 2 080.
Terrängen runt Tamcuime är kuperad åt sydväst, men åt nordost är den platt. Runt Tamcuime är det ganska tätbefolkat, med 207 invånare per kvadratkilometer. Närmaste större samhälle är Tampate, 4,2 km norr om Tamcuime. I omgivningarna runt Tamcuime växer huvudsakligen savannskog.